# 波江座30
波江座30，又名BD-05 769，HD 24388、SAO 130789、HR 1202，是波江座的一颗恒星，视星等为5.48，位于銀經194.49，銀緯-41.74，其B1900.0坐标为赤經3h 47m 45.2s，赤緯-5° -41.74′ 35″。